# 키챕반도

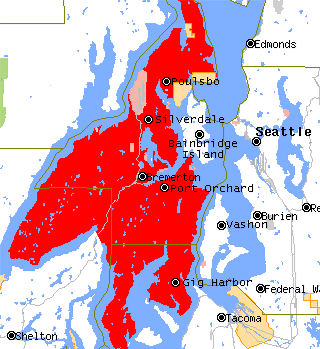
키챕반도를 나타낸 지도

키챕반도(Kitsap Peninsula)는 미국 워싱턴주 북서부에 있는 반도로 퓨젓사운드만에 접하며 동쪽으로 시애틀 서쪽으로 올림픽반도와 가깝다. 키챕반도는 수콰미시족 전사 키챕에서 유래했다. 키챕반도는 키챕군의 대부분을 차지하며 키챕군의 브레머튼은 키챕반도에서 가장 큰 도시다. 키챕반도에는 해군 기지가 있다.